# GB Airways

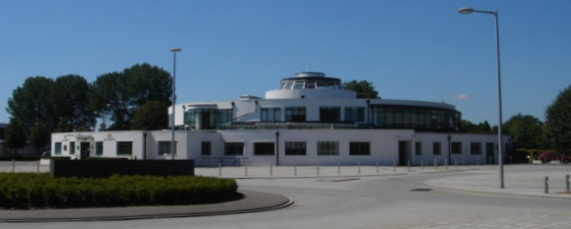
Колишня офісна будівля аеропорту Гатвік, в якому розміщувалася штаб-квартира авіакомпанії

GB Airways — колишня авіакомпанія зі штаб-квартирою в лондонському аеропорту Гатвік, яка працювала у сфері регулярних пасажирських перевезень Великої Британії під франчайзинговим договором з British Airways, виконуючи рейси в більш тридцяти пунктів призначення в країнах Європи і Північної Америки.
30 березня 2008 року GB Airways припинила самостійне існування, будучи викупленою британською авіакомпанію EasyJet.

## Історія
Авіакомпанія Gibraltar Airways була заснована в 1931 році як дочірнє підприємство гібралтарської судноплавної компанії «MH Bland» і почала операційну діяльність у тому ж році з виконання комерційних перевезень між Роком і Танжером (Марокко) на гідролітаку Saunders-Roe A21 Windhover.
Під час Другої світової війни Gibraltar Airways працювала під контрактом з Imperial Airways (згодом — British Overseas Airways Corporation), а з 1947 року підписала партнерську угоду з новоствореної авіакомпанією British European Airways (BEA), яка відкрила пасажирські рейси між Лондоном і Гібралтаром, стикуючись з маршрутами Gibraltar Airways в Марокко.
Через деякий час BEA викупила 49 % власності місцевого перевізника, який до того часу змінив офіційну назву на GibAir, після чого маршрути між Гібралтаром і лондонським аеропортом Хітроу стали обслуговуватися двома авіакомпаніями одночасно. Після об'єднання British European Airways і British Overseas Airways Corporation в 1974 році укрупнений перевізник British Airways продовжив партнерські відносини з GibAir, яка, в свою чергу, крім обслуговування регулярних рейсів між Гібралтаром і Марокко, запустила чартерні програми з Гібралтару в Португалію і Францію.
У 1989 році штаб-квартира авіакомпанії була перенесена у Велику Британію, аеропортом приписки перевізника і його головним транзитним вузлом (хабом) був обраний лондонський аеропорт Гатвік, а сама авіакомпанія 3 січня того ж року змінила власну офіційну назву на GB Airways.
Партнерські відносини авіакомпанії з British Airways значно зміцнилися після укладення в 1995 році між перевізниками франчайзингового договору, згідно з яким регіональний оператор здійснював комерційні перевезення під прапором магістральної авіакомпанії, при цьому виконуються по франшизі рейси British Airways мали окрему нумерацію з діапазону BA6800-6999. Всі літаки GB Airways були перефарбовані у ліврею флагманського перевізника Великої Британії, співробітники авіакомпанії носили таку ж форму, що і їхні колеги з British Airways, комплекс сервісних послуг для пасажирів обох авіакомпаній був один і той же. Більш того, здійснювалося наскрізне бронювання авіаквитків на рейси обох перевізників, пасажири GB Airways стали повноправними членами бонусної програми заохочення часто літаючих пасажирів British Airways, а сама регіональна компанія увійшла в список афілійованих членів глобального авіаційного альянсу пасажирських перевезень Oneworld.

### Поглинання авіакомпанією EasyJet
25 жовтня 2007 року було оголошено про угоду з придбання GB Airways британської авіакомпанії EasyJet. 18 січня наступного року продаж був схвалений британським Управлінням з нагляду за добросовісною конкуренцією (англ. UK Office of Fair Trading), сума комерційної угоди при цьому склала 103,5 мільйонів фунтів стерлінгів. GB Airways продовжувала працювати під франчайзингом з British Airways аж до завершення контракту 29 березня 2008 року, після чого всі літаки компанії були передані під операційне управління EasyJet. Використовувані раніше GB Airways слоти на рейси з лондонського аеропорту Хітроу не були включені в умови контракту з придбання перевізника та їх реалізація стороннім авіакомпаніям принесла за оцінками експертів додатковий прибуток близько ста мільйонів фунтів стерлінгів.
У договір з придбання авіакомпанії також не увійшла умова передачі штаб-квартири GB Airways, тому процедура поглинання компанії спричинила за собою звільнення 284 співробітників головного офісу регіональної авіакомпанії.

## Маршрутна мережа

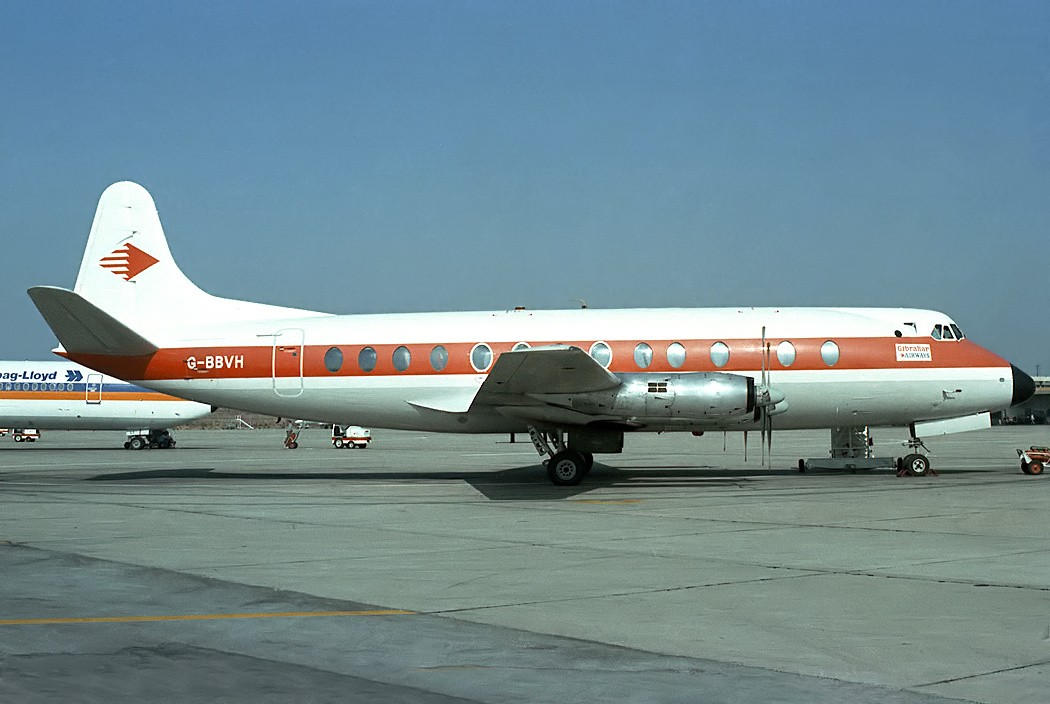
Vickers-807-Viscount авіакомпанії Gibraltar Airways в міжнародному аеропорту Фару

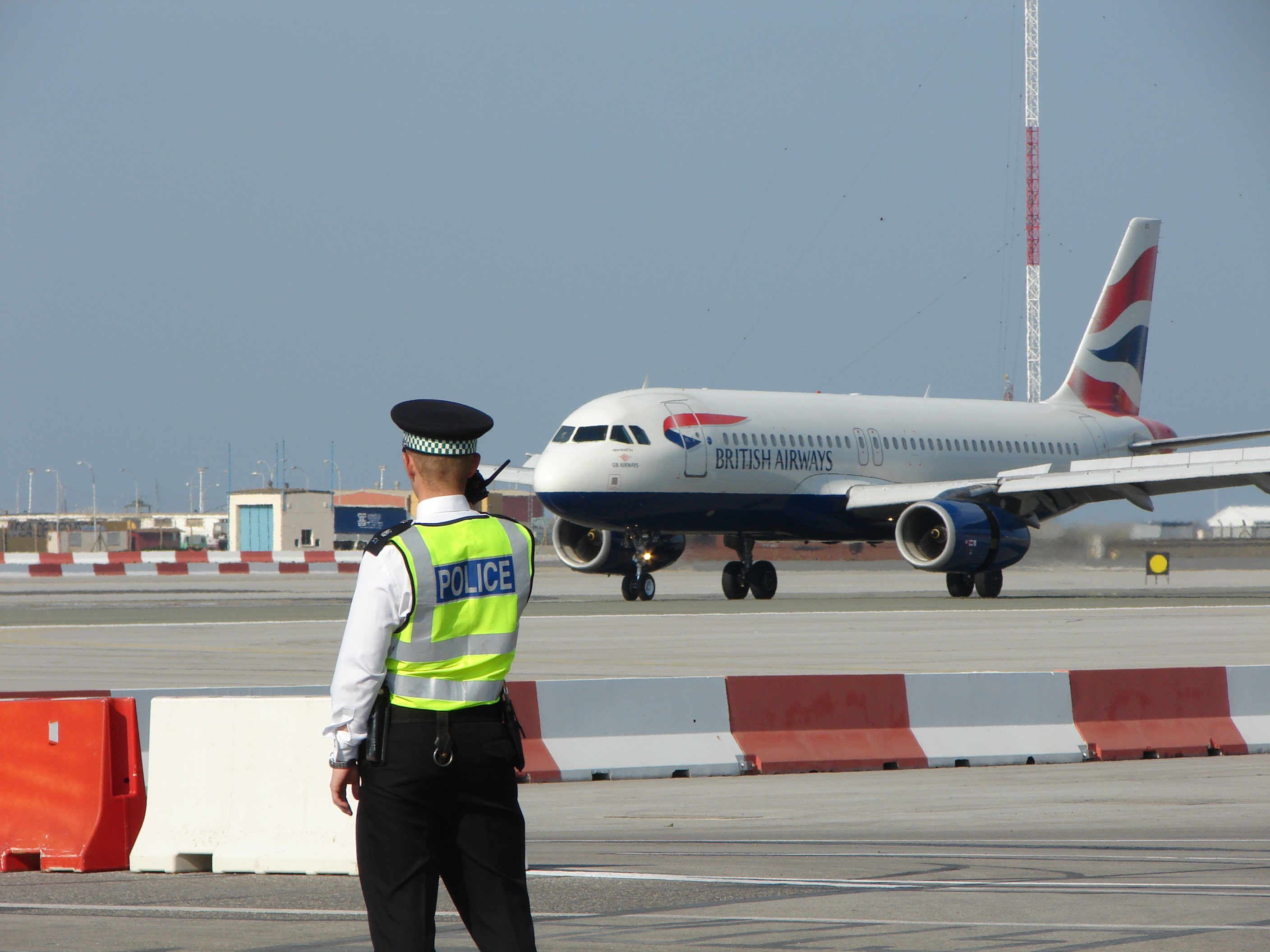
Airbus A320 GB Airways в лівреї British Airways на рулюванні в аеропорту Гібралтару

У 2007 році авіакомпанія GB Airways виконувала регулярні рейси за наступними пунктами призначення:
- з лондонського аеропорту Гатвік: Агадір, Аяччо, Аліканте, Арресіфе, Бастіа, Корфу, Даламан, Фез, Фару, Фунчал, Гібралтар, Іракліон, Хургада, Івіса, Інсбрука, Лас-Пальмас, Махон, Малага, Мальта, Марракеш, Монпельє, Мікени, Нантес, Пальма-де-Майорка, Пафос, Родос, Шарм-еш-Шейх, Тенерифе (Південний), Туніс
- з лондонського аеропорту Хітроу: Касабланка, Фару, Малага, Марракеш, Танжер
- з Манчестера: Іракліон, Інсбрук, Малага, Мальта, Пафос, Зальцбург, Тенерифе (Південний)

На додаток до регулярних маршрутах GB Airways здійснювала чартерні перевезення за короткостроковими договорами в ряд аеропортів Європи.

## Флот
Станом на березень 2008 року повітряний флот авіакомпанії GB Airways складали наступні літаки:
- Airbus A320-200 — 9 од. (+1 замовлений)
- Airbus A321-200 — 6 од. + 4 замовлено

У лютому 2008 року середній вік літаків авіакомпанії GB Airways становив 4,7 року.

## Авіаподії і нещасні випадки
- 23 листопада 1988 року. Літак Vickers Viscount (реєстраційний номер G-BBVH) отримав незначні ушкодження при здійсненні посадки в аеропорту Танжера[10].